# Drimolen
Drimolen è un sito archeologico preistorico che si trova nella regione del Gauteng in Sudafrica, e fa parte dell'area patrimonio dell'umanità nota come Culla dell'umanità.. 

## Descrizione
Drimolen, che si trova a circa 7 km a nord di Sterkfontein, ha restituito fossili della specie Paranthropus robustus, come anche del genere Homo. La stratigrafia del sito copre un vasto periodo che va da 2,6 a 1,4 milioni di anni fa. È stata rinvenuta anche un'importante paleofauna fossile di carnivori e bovidi. 